# Psychonauts
Psychonauts ist ein 3D-Jump-’n’-Run und Action-Adventure des US-amerikanischen Spieleentwicklers Tim Schafer und dessen Studio Double Fine Productions. Das Computerspiel sticht durch die skurril-surreale Geschichte und den schrägen Humor hervor.

## Handlung
Im Spiel übernimmt man die Rolle des jungen Razputin (Raz), der in einer Zirkusfamilie aufwuchs und nun aus dem Zirkus ausreißt, um im Sommerlager am Flüsterfelsen (Whispering Rocks Camp) eine Ausbildung zum Psychonauten zu erhalten. Bald jedoch stellt sich heraus, dass sich die Psychonauten – ein Verein aus mehreren Top-Agenten – in höchster Gefahr befinden, denn es ist eine überaus heimtückische Verschwörung im Gange.
Das Spiel beginnt mit der Ausbildung im Ferien-Camp zusammen mit mehreren mehr oder weniger übersinnlich begabten Kindern. Nach und nach erlernt man auf abenteuerliche Art in den verschiedensten Szenarien die Fähigkeiten eines Psychonauten. Ein Psychonaut besitzt mehrere übersinnliche (PSI)-Fähigkeiten, von der Psychokinese über Hellsehen bis hin zur mentalen Projektion. Zudem können Psychonauten in die eigene Gedankenwelt oder auch in die Gedankenwelt anderer Personen und Wesen eindringen.
In einer riesigen Spielewelt zwischen Realwelt und Gedankenwelten benötigt der Spieler durchaus einen gewissen Orientierungssinn. Diese Komplexität macht aber einen der besonderen Reize des Spiels aus. Je mehr Fähigkeiten Razputin erlernt, umso abenteuerlicher werden seine Erlebnisse in den verqueren Hirnwindungen der Menschen und Wesen, in die er sich begibt. Seine Aufgaben liegen anfangs im Erlernen der Fähigkeiten, danach im Lösen der psychischen Probleme Anderer. So muss man beispielsweise in den Kopf einer Opernsängerin schlüpfen, um ihre Stimmungsschwankungen zu besiegen, welche durch das Phantom der Oper repräsentiert werden. Als nach und nach die Hirne der anderen Kinder gestohlen werden und auch die Agenten verschwinden, erkennt Raz die Zeichen einer gewaltigen Verschwörung.

## Spielprinzip

### Optik
Das comicartige Aussehen des Spiels ist detailliert und ausgeklügelt, die Animationen laufen rund und zeigen viele Effekte und Animationssequenzen. Die Landschaften sind abwechslungsreich und von äußerst unterschiedlichem Charakter. Ein besonderer Hang zum Surrealen zieht sich durch das gesamte Spiel.
Die manchmal etwas verschwommenen Texturen zeugen von der Konsolenherkunft des Spiels.

### Ton und Musik
Der Soundtrack von Peter McConnell ist schräg und abwechslungsreich wie die Grafik.
Die Sprachausgabe kann nicht wie bei moderneren Spielen (z. B. Dreamfall) während des laufenden Spiels geändert werden, sondern man muss sich bereits bei der Installation für eine Sprache entscheiden. Die Sprachausgaben sind durchwegs hochwertig und mit professionellen Sprechern besetzt. Razputins deutsche Stimme kommt von Sandra Schwittau, die auch der Zeichentrickfigur Bart Simpson ihre Stimme verlieh.

## Entwicklungsgeschichte
Spieledesigner Tim Schafer ist durch Titel der frühen 1990er Jahre wie den ersten Monkey-Island-Teil oder auch Day of the Tentacle und Grim Fandango bekannt. Nach dem Weggang von LucasArts und der Gründung seines eigenen Entwicklerstudio Double Fine Productions debütierte Schafer 2005 mit dem Comic-Action-Adventure Psychonauts.
Psychonauts erschien 2005 zuerst für PC, Xbox und PlayStation 2 und wurde von Fachpresse positiv aufgenommen. Kommerziell war es jedoch anfänglich kein Erfolg, was letztendlich zum Rücktritt des CEO des Publishers und dem Rückzug von Majesco aus dem Markt der Vollpreisspiele führte. Trotzdem wurde das Spiel später für weitere Plattformen portiert: 2011 für macOS, sowie 2012 für Linux im Rahmen des Humble Indie Bundle V durch Ryan C. Gordon.
Durch diese weiteren Portierungen und Digitale Distribution über verschiedene Anbieter (Xbox Live, Steam, GOG.com, Humble Indie Bundle) wurde es im Laufe der Jahre mit 400.000 verkauften Kopien letztendlich auch kommerziell erfolgreich.

## Rezeption
Psychonauts wurde in den Kritiken und von der Fachpresse hoch gelobt und überwiegend gut bewertet, blieb anfänglich dennoch ein kommerzieller Misserfolg. Es wurde auch mehrfach preisgekrönt, u. a. mit dem Game Critics Awards 2002 der E3 als Best Original Game.
Internationale Durchschnittswertungen bei GameRankings:
- PC-Version: 88,14 %
- Xbox-Version: 90,21 %
- PlayStation-2-Version: 86,76 %

Auszeichnungen:
- British Academy Video Games Awards 2006: Best Screenplay
- GameSpot Best and Worst of 2005: Best Voice Acting, Best Graphics Artistic, Funniest Game, Best Game No One Played, Best Platformer
- IGN 2005 Awards: Best Platformer, Best Game No One Played
- EuroGamer.net: Overall Game of the Year 2005
- PSM: Buy or Die award (Ausgabe #100), 5. Platz Top 10 Games 2005, Best Characters
- Electronic Gaming Monthly 2005 Awards: Best Game No One Played
- Game Developers Choice Awards: Best Writing
- PC Gamer Magazine 2005 Awards: Best Game You Didn’t Play, Editor’s Choice Award
- E3 2002 Game Critics Awards: Best Original Game
- GameShadow Innovation in Games Awards: Nominiert für Best Game, Innovative Visual Effects, Best Narrative

## Psychonauts 2
Am 4. Dezember 2015 startete Double Fine ein Crowdfunding-Projekt zur Finanzierung der Entwicklung des Nachfolgers Psychonauts 2. Dazu nutzen sie die 4 Monate zuvor von Double Fine mitgegründete Plattform fig.co. Das Spendenziel wurde nach etwa einem Monat, am 7. Januar 2016 erreicht.
Im Februar 2017 erschien das Virtual-Reality-Spiel Psychonauts in the Rhombus of Ruin, das als Brücke zwischen dem Originalspiel und seiner Fortsetzung dient und in dem Raz und die anderen Psychonauten Truman Zanotto retten.
Nach sechs Jahren Entwicklung und der Eingliederung von Double Fine in die Xbox Game Studios wurde Psychonauts 2 im August 2021 veröffentlicht. Spielekritiker hielten Psychonauts 2 für eine gelungene Fortsetzung, die die lange Wartezeit wert war.